# IK Skovbakken
Az IK Skovbakken, teljes nevén Idrætsklubben Skovbakken egy dán labdarúgócsapat. A klubot 1927-ben alapították, a harmadosztályban szerepel. Székhelye Aarhus városa.
A klub kosárlabda-szakosztálya az egyik legsikeresebb Dániában. A csapat neve Bakken Bears. Az egyesületnek ezen kívül van még badminton-, kézilabda-, tenisz- és röplabda-szakosztálya is.

## Jelenlegi keret
| #  |     | Poszt | Név                    |
| -- | --- | ----- | ---------------------- |
| 1  | DNK | K     | Karsten Sørensen       |
| 2  | DNK | V     | Michele Mario Demontis |
| 3  | DNK | V     | Kristoper Bonde        |
| 4  | DNK | V     | Mads Post              |
| 5  | DNK | V     | Rune Kaas Andersen     |
| 6  | DNK | KP    | Daniel Sivertsen       |
| 7  | DNK | KP    | Peter Ulrich           |
| 8  | DNK | KP    | Christian Poulsen      |
| 9  | DNK | CS    | Kasper Mogensen        |
| 10 | DNK | CS    | Michael G. Pedersen    |
| 11 | DNK | KP    | Alexander Franck       |
| 12 | DNK | KP    | Tor Fabian Kristensen  |

| #  |     | Poszt | Név                   |
| -- | --- | ----- | --------------------- |
| 13 | DNK | KP    | Jesper Petersen       |
| 14 | DNK | KP    | Jesper Højlund        |
| 15 | DNK | K     | Mads Knudsgaard       |
| 16 | DNK | KP    | Kasper Nygaard        |
| 17 | DNK | V     | Rasmus Fuglsang       |
| 18 | DNK | KP    | Lasse Nørdam          |
| 19 | DNK | CS    | Jakob Rittig          |
| 20 | BRA | KP    | Paulo Fernando Maciel |
| 21 | DNK | KP    | Rasmus Breiner        |
| 22 | DNK | KP    | Kasper Kristiansen    |
| 23 | DNK | V     | Thomas Munk Larsen    |

## Külső hivatkozások
- (dánul) Hivatalos weboldal